# Svartå
Svartå est une localité de Suède dans la commune de Degerfors située dans le comté d'Örebro.
Sa population était de 470 habitants en 2019.